# Eilema angustula
Eilema angustula är en fjärilsart som beskrevs av De Toulgoët 1965. Eilema angustula ingår i släktet Eilema och familjen björnspinnare. Inga underarter finns listade i Catalogue of Life.